# Maynea
Maynea is een monotypisch geslacht van straalvinnige vissen uit de familie van puitalen (Zoarcidae).

## Soort
- Maynea puncta (Jenyns, 1842)